# 森のいきもの図鑑
『森のいきもの図鑑』（もりのいきものずかん）はハンゲームで運営されている昆虫採集ゲームである。

## 概要
森の中に住んでいる生物（昆虫に限らず鳥類なども捕獲対象）を集めることが目的となっている。『わくわくフィッシング』同様、基本プレイは無料だが、無料広場と「プレミアム採集券」（ハンコインで購入）が必要なプレミアム広場に分かれており、プレミアム広場では獲物獲得時にプレミアムポイントが獲得できる。

## 採集方法
森の中に現れる虫のアイコンをクリックするとバトルが開始される。画面中央の網の中に表示された円の中に虫が入ったら左クリックをすることで獲物のHPを減らし、制限時間内にHPを0にすれば捕獲成功。